# Kahuna
Kahuna je havajska riječ koja se prevodi kao „svećenik”, „vrač”, „čarobnjak” ili „šaman”. Na drevnim Havajima, kahune su bili klasa ljudi između podanika i plemića te su obavljali razne zadatke za plemiće. Podanici su radili i za kahune i za plemiće.
Prema jednom izvoru, kahune se mogu podijeliti na deset tipova:
- Kuhikuhi puʻuone — vrač koji pronalazi dobra mjesta za gradnju hramova
- Kilokilo — prorok
- Hoʻounāunā — vrač koji izaziva bolesti
- ʻAnāʻanā — vrač koji molitvom može ubiti
- Nānāuli — vrač koji proučava znakove u prirodi
- Hoʻopiʻopiʻo — vrač koji izaziva ozljede
- Hoʻokomokomo — vrač koji šalje duhove da zaposjednu žrtve
- Poʻi ʻUhane — vrač koji hvata duhove
- Lapaʻau — vrač-liječnik
- Oneoneihonua — svećenik koji prinosi ljudske žrtve

Kahuna koji je svladao sve vještine postaje kahuna nui — „veliki kahuna”. Vrač Hewahewa, koji je služio kralju Kamehamehi I., bio je poznati veliki kahuna.